# Condició de frontera

Mostra una regió on una equació diferencial existeix i els valors associats a les condicions de frontera.

En matemàtiques, en el camp de les equacions diferencials, un  problema de valor de frontera o contorn  es denomina al conjunt d'una equació diferencial i a les condicions de frontera o contorn. Una solució d'un problema de condicions de frontera és una solució d'una equació diferencial que també safisfà condicions de frontera.
Un problema de condicions de frontera apareix en molts aspectes de la física, com en les equacions diferencials que expliquen certs problemes físics. Problemes que involucren l'equació d'ona són comunament problemes de condicions de frontera. Moltes classes de problemes de valors de frontera importants són els problemes de Sturm-Liouville. L'anàlisi d'aquests problemes involucren funcions pròpies i operadors diferencials.
Molts dels primers problemes de valor de frontera han estat estudiats mitjançant els problemes de Dirichlet, o buscant una funció harmònica (solució d'una equació de Laplace) la solució aquesta donada pel principi de Dirichlet.